# Suore domenicane del Santo Nome di Gesù
Le Suore Domenicane del Santo Nome di Gesù (in spagnolo Hermanas Dominicas del Santísimo Nombre de Jesús; sigla H.D.S.N.J.) sono un istituto religioso femminile di diritto pontificio.

## Storia
La congregazione fu fondata a San Miguel de Tucumán dal domenicano Ángel María Boisdron insieme con Elmina Paz de Gallo.
Dopo un'epidemia di colera che colpì la provincia argentina di Tucumán nel 1886, per raccogliere ed educare i numerosi orfani, padre Boisdron cercò inizialmente l'aiuto delle suore gianelline, poi si rivolse alla vedova Paz de Gallo che mise la sua casa a disposizione degli orfani e riunì una comunità di giovani donne: la vita comune iniziò il 17 giugno 1887.
L'istituto e le sue costituzioni ricevettero l'approvazione pontificia il 7 settembre 1910.

## Attività e diffusione
Le suore si dedicano all'educazione della gioventù in asili, orfanotrofi, scuole e opere sociali.
Oltre che in Argentina, sono presenti in Brasile e Perù; la sede generalizia è a San Miguel de Tucumán.
Alla fine del 2015 l'istituto contava 35 religiose in 6 case.